# 만리포중학교
만리포중학교(萬里浦中學校)는 대한민국 충청남도 태안군 소원면 신덕리에 있는 공립 중학교이다.

## 학교 연혁
- 1966년 6월 16일 : 설립 기성회 발족
- 1968년 3월 22일 : 만리포중학교 개교
- 2011년 1월 18일 : 학급 감축(3학급)
- 2023년 9월 1일 : 제31대 이기원 교장 부임
- 2024년 1월 5일 : 제54회 졸업식(9명, 졸업총원 8,124명)
- 2024년 3월 4일 : 2024학년도 입학식(3명)

## 참고 자료
- 만리포중학교 - 한국교육학술정보원 학교알리미